# Will Davis (cestista)
William Sidney Davis II (Sacramento, 9 novembre 1992) è un cestista statunitense.